# Jehan Vaillant
Jehan Vaillant   (segle XIV - segle XV) va ser un compositor i teòric musical francès. Rep el nom immediatament de Guillaume de Machaut per les Règles de la seconde rhétorique, que el descriuen com un "mestre... que tenia una escola de música a París". A més de cinc (possiblement sis) peces musicals que van sobreviure al seu nom, també va ser l'autor d'un tractat sobre afinació. Amb Grimace i F. Andrieu, Vaillant va formar part de la generació post-Machaut la música de la qual mostra pocs trets subtils clarament, el que va portar els estudiosos a reconèixer l'obra de Vaillant com més propera a l'estil ars nova de Machaut.

## Biografia
Les obres de Vaillant es conserven al Manuscrit de Chantilly, que també és la font principal de les obres dels cantants papals Matheus de Sancto Johanne, Johannes Symonis Hasprois i Johannes Haucourt. Aquesta connexió amb el grup papal suggereix a certs estudiosos moderns que Vaillant podria ser la mateixa persona que va entrar a la capella del Papat d'Avinyó com capellanus Johannes Valentis o Valhant el 26 de novembre de 1352, durant el pontificat de Climent VI. Aquest Vaillant va morir, encara al servei papal, l'any 1361, probablement de pesta bubònica. El descobriment per part d'Israel Adler, l'historiador de la teoria musical hebrea, d'un tractat anònim d'hebreu per part d'un estudiant parisenc de Vaillant demostra, segons l'estima d'Adler, que el segon donava una conferència al primer a finals del segle XIV. Una identificació més probable del compositor seria llavors amb un dels diversos homes amb el mateix nom que van servir a Joan I de Berry (r. 1360–1416), durant les darreres dècades del segle. Léopold Delisle va fer un tercer suggeriment: que el compositor sigui el "Poitevin Jean Vaillant" que va fer un abrégé du roman de Brut, una versió abreujada del Roman de Brut, el 1391.

## Música
Vaillant podria haver estat "un contemporani més jove de Machaut", però si, tal com registra el Manuscrit de Chantilly, un dels seus rondeaux va ser copiat a París el 1369, aleshores estava "avançat rítmicament de l'estil de Machaut". Aquest rondeau té dos textos, Dame doucement i Doulz amis, mentre que un altre en té tres, Tres doulz amis, Ma dame i Cent mille fois. Dos dels seus rondeaux són mono textuals: Pour ce que je ne say, que és isorítmic i pedagògic, i Quiconques veut, una peça polimètrica en realitat anònima però de vegades adscrita a Vaillant. De les seves obres, només la balada Onques Jacob és "totalment a l'estil de Machaut".
Par maintes foys de Vaillant, un virelai amb imitacions de crides d'ocells, va ser probablement una de les obres més populars de l'època, sens dubte una de les més copiades, que es conserva en nou fonts, incloent versions a dues veus, un cantus afegit, un contrafactum llatí, i un amb un contrafactum alemany d'Oswald von Wolkenstein.